# شوفالييه جاكسون
شوفالييه جاكسون (بالإنجليزية: Chevalier Jackson)‏ هو طبيب أمريكي، ولد في 4 نوفمبر 1865 في بيتسبرغ في الولايات المتحدة، وتوفي في 16 أغسطس 1958 في فيلادلفيا في الولايات المتحدة.